# Eugenio Scorzelli
Eugenio Scorzelli (Buenos Aires, 15 aprile 1890 – Napoli, 1958) è stato un pittore italiano.

## Biografia
Nasce con il nome di Arturo a Buenos Aires, da Raffaele e Clelia Bruscheri. Nel 1906, a soli sedici anni, si trasferisce in Italia con il padre, oramai separato, per ritornare nella terra d'origine, il Cilento, a Roccadaspide.
Di famiglia poverissima, venne messo in collegio, ma ne veniva spesso allontanato per ritardi nei pagamenti, cosa che lo segnò nell'animo e nella salute.
Uno zio, Eugenio, si prese successivamente cura di lui ed egli per riconoscenza mutò il suo nome in Eugenio, firmando cosi in futuro tutte le tele. Studia alla Accademia di Belle Arti di Napoli, divenendo allievo tra gli altri di Michele Cammarano, di Domenico Morelli e di Filippo Palizzi. A Napoli viveva con il padre in una vecchia casa che utilizzava da studio e dove riceveva le visite di artisti napoletani quali Salvatore Di Giacomo, suo primo acquirente, Luigi Crisconio, Michele Cammarano. Sempre a Napoli incontra e sposa Teresa Benassi, che sarà sempre sua musa e che gli darà un figlio, Lello Scorzelli.
Al Gambrinus, il noto caffè e luogo di ritrovo degli artisti napoletani che organizzavano ivi esposizioni, Scorzelli era spesso tra gli artisti espositori.
Con il dipinto Uscita dalla messa partecipa nel 1921 alla prima esposizione nazionale Biennale d'arte della città di Napoli.
Terminati gli studi, ritornò in Argentina nei primi anni Venti, dove i suoi quadri riscuotono successo e la loro vendita gli permise in breve la sicurezza economica che cercava per intraprendere nuovi viaggi in Europa. Le tappe del suo Grand Tour negli anni a venire lo portarono a sostare lungamente soprattutto a Londra, Parigi e l'Olanda. Nel 1926 partecipa con la tela Donne che lavorano, alla Biennale di Venezia.
Nel 1927 partecipò al Gruppo Flegreo della pittura napoletana.. Nel 1937 Carlo Siviero gli conferì l'incarico di assistente alla cattedra di pittura all'Accademia di Brera,  mansione che ricoprì per 15 anni per poi proseguire all'accademia di Belle Arti di Napoli.
Nel maggio 1940 venne chiamato ad affrescare il padiglione delle Repubbliche Marinare della Mostra d'Oltremare a Napoli, una rassegna che mirava a mettere in luce nel periodo fascista le politiche realizzate dal regime nei territori d'Africa orientale, Libia, Albania e nelle Isole italiane dell'Egeo. L'opera non sopravvisse ai bombardamenti della seconda guerra mondiale e ne è rimasta solo una riproduzione fotografica dell'epoca.
Espose a Napoli, Venezia e Milano fino agli anni Quaranta. Morì mentre dipingeva il volto della moglie nel suo studio.
I suoi dipinti sono custoditi in gallerie e musei di tutta Europa: al palazzo Zapata di Napoli, presso la Galleria Vittoria Colonna di Napoli, presso il Conservatorio di San Pietro a Majella, a Palazzo S. Giacomo a Napoli, a Londra, Parigi, Bruxelles. 
Una collezione di 15 dipinti di quadri dipinti dopo il 1940, donata dal figlio, è esposta alla Raccolta Lercaro di Bologna.

## La pittura

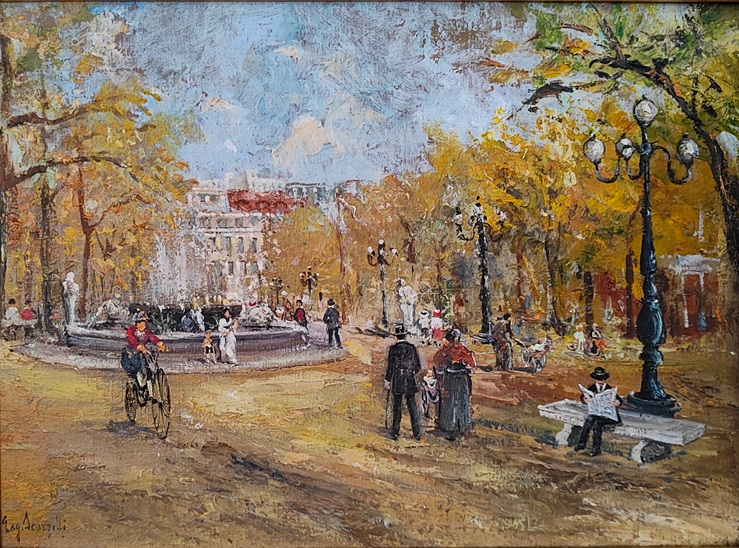
This work depicts a glimpse of the municipal villa of Naples on a Sunday morning full of carefree character

Eugenio Scorzelli è stato un pittore formatosi all'interno della pittura napoletana di tradizione e si dedicò nel dipingere piccole scene di vita quotidiana, ritratti, quadri di figura, paesaggi, scene popolari, vedute di città. Venuto a contatto con la pittura di Giuseppe De Nittis (1846-1884) ne rimase fortemente ammirato; questa esperienza arricchì la sua pittura di nuova linfa. Paolo Ricci osserva che "l'autore introdusse rigore e misura nel trattare il paesaggio napoletano".
Nel 1990, nel centenario della nascita, il figlio Lello ha realizzato a Torino una mostra retrospettiva, curatore Raffaele De Grada.